# Retusa sculpta
Retusa sculpta is een slakkensoort uit de familie van de Retusidae. De wetenschappelijke naam van de soort is voor het eerst geldig gepubliceerd in 1913 door Gatliff & Gabriel.